# 我们要埋葬你们

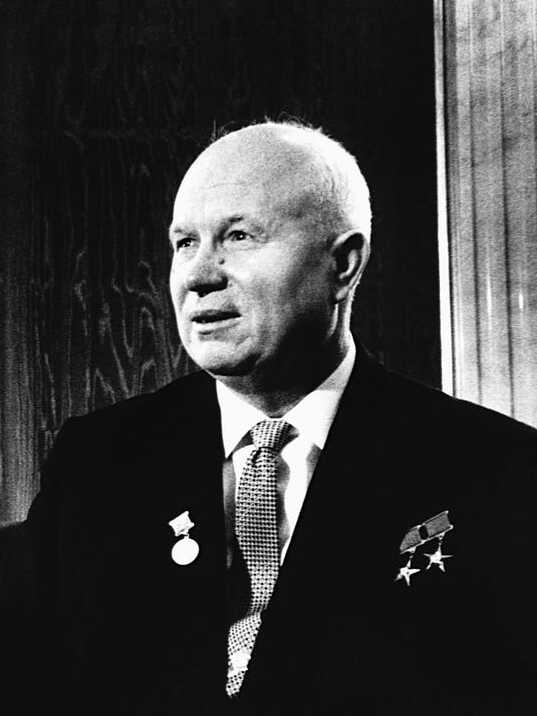
尼基塔·赫鲁晓夫，摄于1961年。

我们要埋葬你们！（俄语：«Мы вас похороним!»，俄语罗马化：My vas pokhoronim!）是尼基塔·赫鲁晓夫于1956年11月18日在波兰駐蘇聯大使馆欢迎哥穆尔卡的招待会上演說時，對現場的西方外交官們講的一句话。这句话最初由赫鲁晓夫的个人翻译维克托·苏霍德列夫翻译给西方国家首脑，并在后来震惊世界。这被西方世界普遍视为赫鲁晓夫敌对态度的信号。

## 原話
赫鲁晓夫的原話是「無論你們喜歡與否，歷史站在我們這一邊，我們會埋葬你们。」（Нравится вам или нет, но история на нашей стороне. Мы вас закопаем）

### 解釋
赫鲁晓夫事后对此作出解释：“如果我想要把你们每个人都埋葬，那我一辈子都埋不完，我是的确说过这个，但是有人故意歪曲了我的讲话。这并不是说我何時要將何人的屍體埋葬，而是历史发展中社会制度的改变。”又說：“我说过，从历史的发展和历史的观点来看，资本主义要被埋葬，共产主义将代替资本主义。”